# ニコライ・ミハイロフ
ニコライ・ミハイロフ（ブルガリア語: Николай Бориславов Михайлов, ラテン文字転写: Nikolay Borislavov Mihaylov, 1988年6月28日 - ）は、ブルガリアの首都・ソフィア出身の元サッカー選手。元ブルガリア代表である。現役時代のポジションはゴールキーパー。

## 経歴

### クラブ

#### PFCレフスキ・ソフィア
ブルガリアのPFCレフスキ・ソフィアの下部組織を経て、AJオセールとのUEFAカップ2005-06・1回戦で17歳にしてデビューを果たした。しかし、その後はUEFAチャンピオンズリーグ 2006-07グループリーグのヴェルダー・ブレーメン戦に代表されるように低調なプレーに終始し、サポーターたちは親の七光りでポジションを得ているとして彼を非難した。

#### リヴァプールFC
2007年6月にはイタリア・セリエAのACFフィオレンティーナとの交渉が大詰めに達したが、2007年6月27日、ACFフィオレンティーナではなくイングランド・プレミアリーグのリヴァプールFCと3年契約（2年の延長オプション付き）を結んだ。

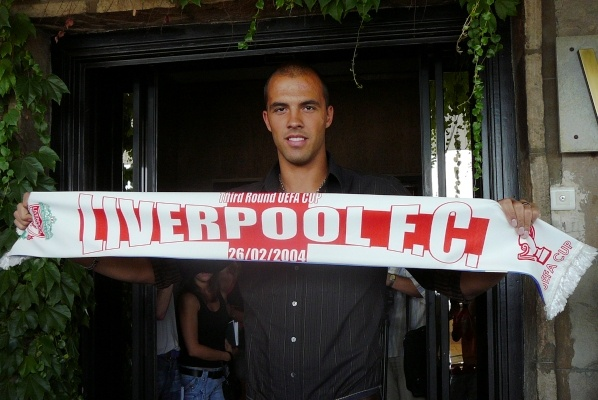
ソフィア空港にて

当面は、ペペ・レイナとシャルル・イタンジュの控えとして考えられていたが、7月14日までにイギリスの労働許可証を取得できない可能性があることが判明し、最終的にオランダ・エールディヴィジのFCトゥウェンテへ1年間の契約でレンタル移籍した。サンデル・ボスフケルとセース・パーウェの控えを務め、全く試合に出場できない時期が続いたが、FCトゥウェンテは彼の才能を認めており、2008年夏にレンタル期間を1年延長した。

#### FCトゥウェンテ

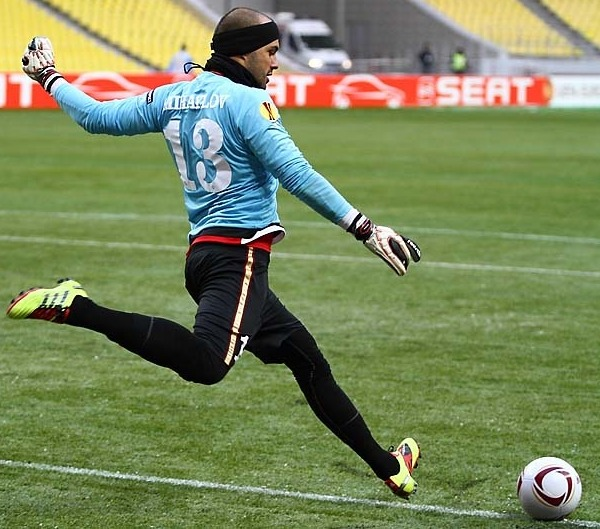
FCトゥウェンテでのミハイロフ

2008年8月27日にエミレーツ・スタジアムでのUEFAチャンピオンズリーグ 2008-09予選アーセナルFCとの第2戦 (0-4) で初出場を果たし、8月30日のローダJC戦 (1-1) でリーグ戦デビューを飾った。2009年3月14日のヴィレムII戦 (2-0) でリーグ戦2度目の出場機会を与えられると、フル出場して無失点勝利に貢献した。7月29日のUEFAチャンピオンズリーグ予選のスポルティングCPとの第1戦 (0-0) では、先発出場したボスフケルが27分に退場処分を受けたため、ケネス・ペレスと代わって急遽試合に出場すると、ジョアン・モウティーニョのペナルティーキックを止めたり鍵となるセーブを幾度も見せるなど活躍し、無失点で試合終了を迎えた。第2戦ではフル出場したが同点ゴールを許し、アウェーゴール差により敗退が決まった。
限られた出場機会ながらも活躍が認められ、2010年2月5日に移籍金150万ポンドでFCトゥウェンテと3年契約を結んで完全移籍した。2010-11シーズンはレギュラーの座を奪取し、クラブ創設以来初出場となったUEFAチャンピオンズリーグ 2010-11ではPKを止めるなどの活躍を見せた。グループリーグのヴェルダー・ブレーメン戦ではレフスキ・ソフィア時代に辛酸を嘗め、ブルガリアメディアからは「悪夢」と評されていたのを振り払うような働きぶりで試合を引き分けに持ち込み、2試合合計で1点しか許さなかった。最終的にグループリーグで首位にトッテナム・ホットスパーFC、2位に前年度覇者のインテル・ミラノとなり、FCトゥウェンテは3位になったことでUEFAヨーロッパリーグ 2010-11決勝トーナメントの出場権を得た。ロシア1部のFCルビン・カザンやFCゼニト・サンクトペテルブルクを下したが、準々決勝でビジャレアルCFに敗れた。
2011年12月23日にソフィアで行われたブルガリア年間最優秀選手賞の授賞式でスティリアン・ペトロフを2位、ディミタール・ベルバトフを3位に抑えて最優秀選手に輝いた。なお、GKとしては父親のボリスラフ・ミハイロフ以来の受賞だった。

#### エラス・ヴェローナFC
2013年8月6日にイタリア・セリエAのエラス・ヴェローナと契約。背番号は31に決定し、将来の移籍の際に移籍金20%がトゥウェンテに支払われる。1シーズンの在籍でリーグ戦出場の機会は得られなかった。

#### メルスィン・ウドマン・ユルドゥ
2014年9月1日、TFF1.リグのメルスィン・ウドマン・ユルドゥに移籍することが発表された。

#### オモニア・ニコシア
2017年12月、キプロス・ファーストディビジョンのオモニア・ニコシアにシーズン終了までの契約で移籍した。

### 代表
2006年5月にキリンカップサッカーに臨むブルガリア代表に招集され、5月11日に神戸で行われたスコットランド戦 (1-5) でデビューしたが、5失点を喫して大敗した。2009年8月12日にラトビアとの親善試合で2キャップ目を刻むと、後半にはヴィターリイス・アスタフィエフス (Vitālijs Astafjevs) が放った危険なシュートを防ぎ、フル出場して1-0で勝利した。2009年10月10日に2010 FIFAワールドカップ・ヨーロッパ予選のキプロス戦（アウェイ1-4）で負傷したディミタール・イワンコフに代わり3キャップ目を記録。以降で正GKを務めるも、2010W杯予選・UEFA EURO 2012予選と敗退し、本大会出場を逃した。

## 家族
父親のボリスラフ・ミハイロフはブルガリア代表として初めて通算出場数100試合を達成したゴールキーパーであり、ブルガリアサッカー連合 (Bulgarian Football Union) の会長を務めている。また、祖父のビセル・ミハイロフ (Bisser Mikhailov) もやはり、1960年代にブルガリア代表のゴールキーパーとしてプレーしたサッカー選手である。

## 個人成績
クラブでの出場記録
| クラブ              | シーズン | 国内リーグ | 国内リーグ | 国内カップ | 国内カップ | 欧州カップ | 欧州カップ | 通算 | 通算 |
| クラブ              | シーズン | 出場       | 得点       | 出場       | 得点       | 出場       | 得点       | 出場 | 得点 |
| ------------------- | -------- | ---------- | ---------- | ---------- | ---------- | ---------- | ---------- | ---- | ---- |
| レフスキ・ソフィア  | 2004-05  | 1          | 0          | 1          | 0          | 0          | 0          | 2    | 0    |
| レフスキ・ソフィア  | 2005-06  | 6          | 0          | 0          | 0          | 1          | 0          | 7    | 0    |
| レフスキ・ソフィア  | 2006-07  | 5          | 0          | 0          | 0          | 1          | 0          | 6    | 0    |
| 通算                | 通算     | 12         | 0          | 1          | 0          | 2          | 0          | 15   | 0    |
| リヴァプール        | 2007-08  | –          | –          | –          | –          | –          | –          | –    | –    |
| トゥウェンテ (loan) | 2007-08  | 0          | 0          | 0          | 0          | 0          | 0          | 0    | 0    |
| トゥウェンテ (loan) | 2008-09  | 6          | 0          | 0          | 0          | 1          | 0          | 7    | 0    |
| トゥウェンテ (loan) | 2009-10  | 0          | 0          | 3          | 0          | 2          | 0          | 5    | 0    |
| トゥウェンテ        | 2010-11  | 31         | 0          | 1          | 0          | 10         | 0          | 42   | 0    |
| トゥウェンテ        | 2011-12  | 25         | 0          | 2          | 0          | 13         | 0          | 40   | 0    |
| トゥウェンテ        | 2012-13  | 23         | 0          | 0          | 0          | 9          | 0          | 32   | 0    |
| エラス・ヴェローナ  | 2013-14  | 0          | 0          | 0          | 0          | 0          | 0          | 0    | 0    |
| メルスィン          | 2014-15  | 9          | 0          |            |            |            |            |      |      |
| メルスィン          | 2016-17  | 4          | 0          |            |            |            |            |      |      |
| 通算                | 通算     | 110        | 0          |            |            |            |            |      |      |

## タイトル
クラブ
PFCレフスキ・ソフィア
- ブルガリアプロサッカーリーグ : 2005-06, 2006-07
- ブルガリアカップ : 2004-05, 2006-07, 2021-22
- ブルガリア・スーパーカップ : 2005

FCトゥウェンテ
- ヨハン・クライフ・スハール : 2010, 2011
- エールディヴィジ : 2009-10
- KNVBカップ : 2010-11

個人
- ブルガリア年間最優秀選手賞（英語版） : 2011
- エールディヴィジ年間最優秀GK賞 : 2011